# معهد هندسة البرمجيات
معهد هندسة البرمجيات ويرمز له ( SEI ) ويقع مقر الأبحاث في الولايات المتحدة الأمريكية بيتسبرغ، بنسلفانيا . تغطي أنشطتها الأمن السيبراني، وضمان البرمجيات، وهندسة البرمجيات والاستحواذ، وقدرات المكونات المهمة لوزارة الدفاع.

## السلطة
معهد (كارنيجي ميلون) لهندسة البرمجيات هو مقر بحث وتطوير ممول من السلطات الفيدرالية ومقره في جامعة كارنيجي ميلون في بيتسبرغ ، بنسلفانيا ، الولايات المتحدة . ولديهم SEI أيضًا مكاتب في واشنطن العاصمة ولوس أنجلوس ، كاليفورنيا . وأيضاً يحصل ال SEI على تمويل عظيم من وزارة الدفاع الأمريكية . ويعمل SEI أيضًا في المجالات الصناعة والأوساط الأكاديمية في التعاون بالبحوث. 
انتخبت وزارة الدفاع الأمريكية في 14 نوفمبر 1984جامعة كارنيجي ميلون كمضيف لمعهد هندسة البرمجيات. وتم تأسس المعهد بتخصيص حصة قدرها 6 ملايين دولار، مع تخصيص 97 مليون دولار أخرى في السنوات الخمس القادمة. ويخضع عقد SEI مع وزارة الدفاع للمراجعة والتجديد كل خمس سنوات.
ويعمل SEI في عدة مجالات رئيسية: الأمن السيبراني، وضمان البرمجيات، وهندسة البرمجيات والاستحواذ، وقدرات المكونات الحاسمة لوزارة الدفاع.

## مجالات العمل
ووضحت SEI أن هناك مبادرات معينه تهدف إلى تحسين قدرات هندسة البرمجيات للمؤسسات.

### الممارسات الإدارية
وتحتاج المنظمات إلى إدارة اكتساب وتطوير وتطور (ADE) بشكل فعال. ويساعد النجاح في ممارسات إدارة هندسة البرمجيات المؤسسات على التنبؤ والتحكم في الجودة والجدول الزمني والتكلفة ووقت الدورة والإنتاجية. وأفضل مثال على SEI في مران الإدارة هو نموذج نضج القدرات (CMM) الخاص بـ SEI للبرامج (الآن تكامل نموذج نضج القدرات (CMMI) ). ويتكون CMMI من النماذج وطرق التقييم والدورات التعليمية التي أثبت أنها تطورمن أداء العملية. وفي عام 2006 ، نسخة 1.2 من CMMI (مجموعة المنتج) إصدار CMMI للتطوير. وكانت CMMI للتطوير هي الأولى من أصل ثلاث مجموعات تم تحديدها في الإصدار 1.2: وتتضمن المجموعات الأخرى CMMI للإقناع و CMMI للخدمات. وتم إصدار CMMI للخدمات في فبراير من 2009. ومن الممارسات الإدارية الأخرى التي تم تطزيرها من قبل فريق الاستجابة للطوارئ الحاسوبية، وهو جزء من SEI ، نموذج إدارة المرونة (CERT-RMM). وهانك CERT-RMM وهو نموذج يبين قدرة لإدارة على المرونة التشغيلية. وتم إصدار هذا الإصدار 1.0 من نموذج إدارة المرونة في مايو 2010.

### الممارسات الهندسية
يزيد عمل SEI في المران على الهندسة البرمجية من قدرة مهندسي البرمجيات على التحليل والسيطرة على الخصائص الوظيفية وغير الوظيفية المختارة لأنظمة البرمجيات. وتتضمن أدوات وأساليب SEI الرئيسية طريقة تحليل مقايضات هندسة SEI (ATAM) ، وإطار عمل SEI لممارسة خط منتجات البرامج، وتقنية ترحيل وإعادة استخدام خدمة SEI (SMART).

### الحماية
SEI هو أيضًا يحوي CERT / CC (CERT format Centre) ، وهي منظمة للحماية ممولة من قبل السلطات الفيدرالية. وتتمثل الأهداف والمهام الرئيسية لبرنامج SEI CERT في ضمان استخدام إدارة الأنظمة والتكنولوجيا المناسبة لمقاومة وصد الهجمات على الأنظمة المتصلة بالشبكة وللحد من الضرر وضمان استمرارية الخدمات الهامة مهما كلف الأمر على الرغم من الهجمات الناجحة أو الحوادث أو الفشل. ويعمل برنامج SEI CERT مع US-CERT لإنتاج موقع ويب Build Security In (BSI) ، والذي يوفر إرشادات لتحقيق الأمان في كل مرحلة من مراحل دورة حياة تطوير البرامج . وأجرى SEI أيضًا بحثًا حول التهديدات الداخلية والتحاليل الجنائية للكمبيوتر . وتملأ نتائج هذا البحث والمعلومات الأخرى الآن بيئة التدريب الافتراضية CERT.
وقد تم تسجيل كارنيجي ميلون (الجامعة) ونموذج القدرات و CMM و CMMI وطريقة تحليل المقايضة المعمارية بالتفصيل و ATAM و CERT في مقر براءات الاختراع والعلامات التجارية الأمريكي بواسطة جامعة كارنيجي ميلون.

## برامج خاصة

### شبكة شركاء SEI
وتساعد شبكة شركاء SEI معهد SEI على نشر أفضل طرق هندسة البرمجيات. ويتم اختيار المنظمات والأفراد في شركاء SEI وتدريبهم وإعطائهم الرخص من SEI لتقديم خدمات SEI ذات جودة عالية، والتي تشمل الدورات التدريبية والإستشارات وعمليات الإدارة. وتتكون الشبكة حاليًا من ما يقرب من 250 منظمة شريكة في جميع أنحاء العالم.

### المؤتمرات
يرعى SEI المؤتمرات الوطنية والدولية وورش العمل والإجتماعات للمستخدمين. وكذلك تغطي الفعاليات الأخرى أنظمة البرامج المكثفة، والأنظمة التجارية الجاهزة (COTS) ، وأمن الشبكات واستمراريتها، وبحوث عمليات البرامج، وخطوط منتجات البرامج، و CMMI ، و SEI Team Software Process.

### التعليم والتدريب

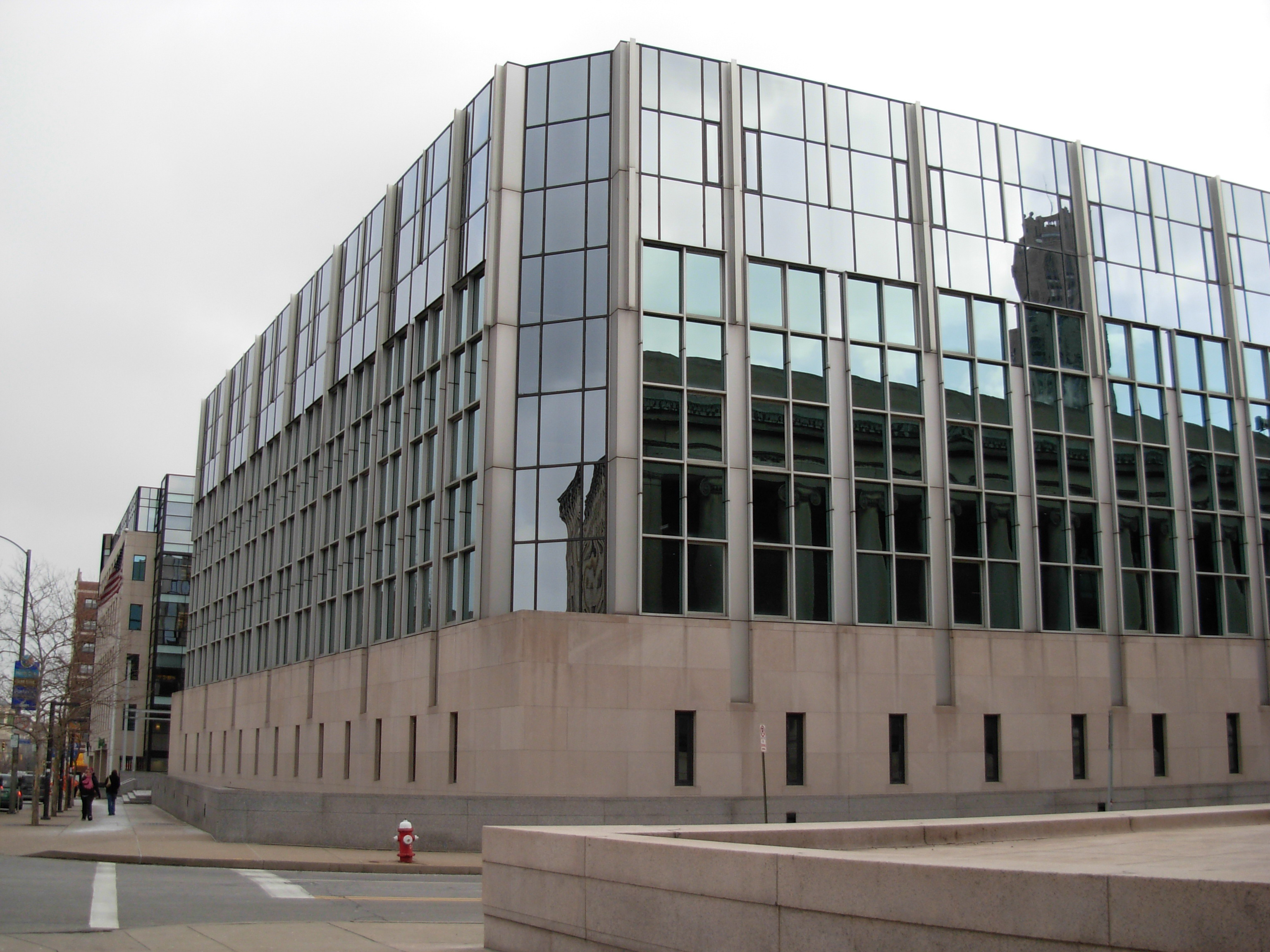
المنشأة الرئيسية في الجادة الخامسة في بيتسبرغ.

يتم عرض دورات SEI حاليًا في مقرات SEI في الولايات المتحدة وأوروبا. وبالإضافة إلى ذلك، باستخدام المواد التدريبية المرخصة، سوف يقوم شركاء SEI بتدريب الأفراد.

### برنامج العضوية
سوف يساعد برنامج عضوية SEI مجتمع هندسة البرمجيات على التواصل بشكل أفضل. ويشمل أعضاء SEI أصحاب الأعمال الصغيرة ومبرمجي البرامج والأنظمة والرؤساء التنفيذيين والمديرين من كل من شركات Fortune 500 والمؤسسات الحكومية 

### إنضم لبرنامج
خلال برنامج SEI Affiliate Program ، سوف تعين المنظمات خبراء تقنيين مع SEI للعمل في فترات وهذه الفترات تتراوح من 12 شهرًا إلى أربع سنوات. وتعمل الشركات والمنظمات التابعة حاليًا على مشاريع مع SEI لتحديد وتطوير وإظهار ممارسات هندسة البرمجيات المحسّنة.

### برنامج جائزة إنجاز العمليات البرمجية
للتعرف على الإنجاز والعمل المتميز في تحسين جودة وقدرة المنظمة على إنشاء وتطوير أنظمة تعتمد على البرامج، أنشأ SEI و IEEE Computer Society وهو برنامج جائزة إنجاز عملية البرمجيات. وذلك بالإضافة إلى مكافأة التميز، فإن الغرض والهدف من هذه الجائزة هو تعزيز التقدم المستمر والجد في ممارسة هندسة البرمجيات ونشر الأفكار والخبرات والممارسات التي أثبتت جدواها عبر الباحثين والممارسين ذوي الصلة.

## البحوث والمنشورات
يتم نشر التقاريرعن طريق SEI وتقدم معلومات فنية جديدة حول موضوعات هندسة البرمجيات، سواء كانت نظرية أو تطبيقية. وتنشر SEI أيضًا كتبًا عن هندسة البرمجيات للصناعة والتطبيقات والممارسات الحكومية والعسكرية.
وبالإضافة إلى ذلك، يقدم SEI دورات وورش عمل ومؤتمرات في تحسين العمليات ورفع الجودة في هندسة البرمجيات وخطوط الإنتاج والأمن.

## الخلافات
وفي 11 نوفمبر 2015 ، اتهم رئيس مشروع Tor  معهد هندسة البرمجيات بمساعدة مكتب التحقيقات الفيدرالي في الكشف عن سجلات وهويات المستخدمين لشبكة Tor . وفي وقت لاحق قد أظهرت الادعاءات في وقت لاحق أن وزارة الدفاع هي التي دفعت ثمن الاختراق واستدعاء مكتب التحقيقات الفدرالي.

## تركيز الاحتجاجات التقدمية
وقد كان SEI موقعًا (عرضيًا) للحركة المناهضة للحرب واحتجاجات حركة السلام  والتي قد نظم الكثير منها مركز توماس ميرتون في بيتسبرغ .

## مراجع في الثقافة الشعبية

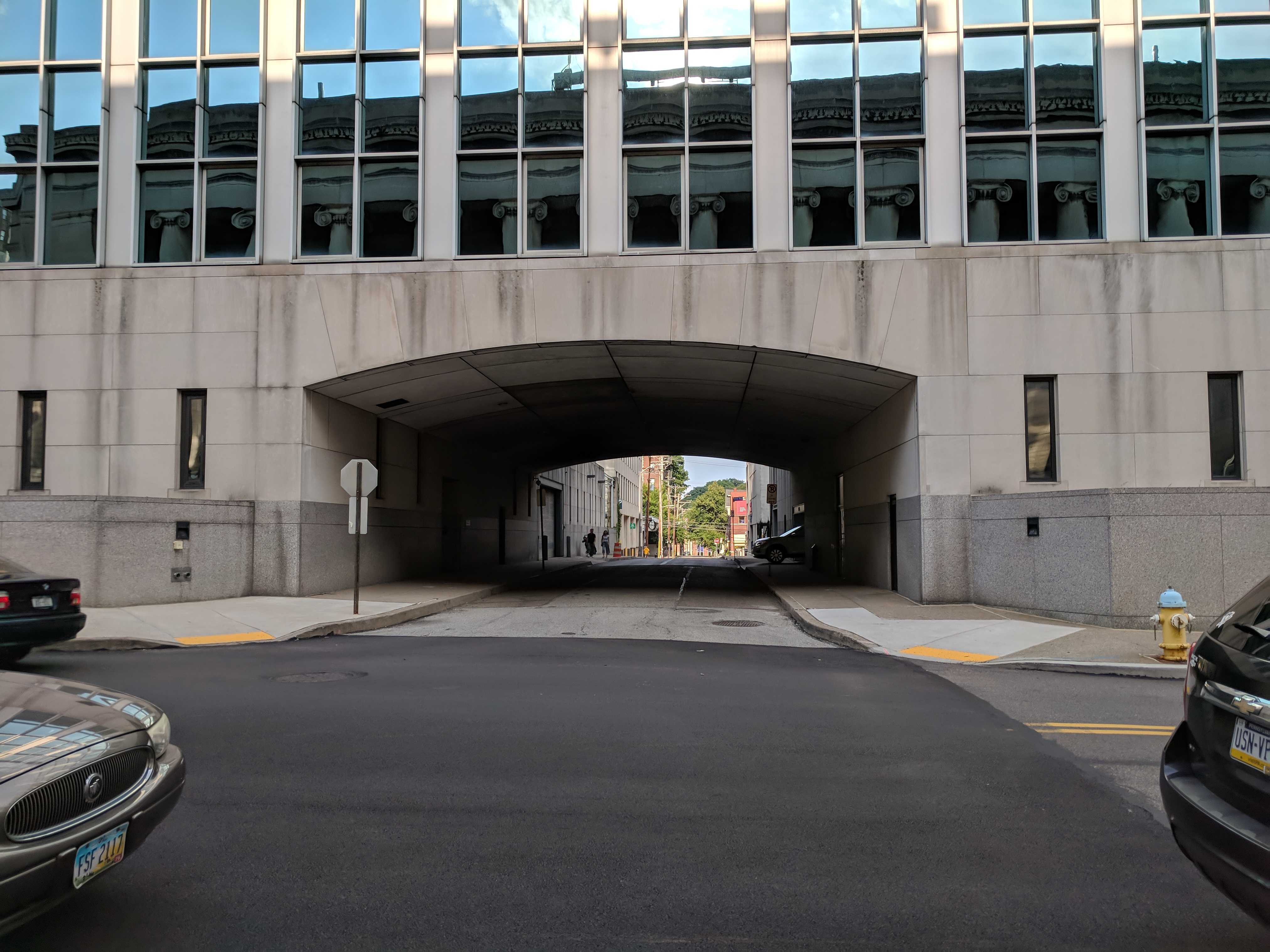
كان النفق في SEI بمثابة مدخل لسجن Blackgate في The Dark Knight Rises.